# Human Live 許志安巡迴演唱會
《Human Live 許志安巡迴演唱會》是由香港男歌手許志安於2023年5月7日開始的演唱會演出。為許志安經安心事件後復出舉辦的演唱會，本演唱會於美國大西洋城舉行首站演唱會。

## 演出製作
2023年12月23日於澳門百老匯舉行演唱會，於此站黎芷珊特意前往澳門並於後台採訪許志安以錄製節目，節目於2024年播出。
演唱會尾站在2024年6月22日在雲頂世界雲星劇場舉辦，此主題舉辦完畢後許志安專注在You & Mi 鄭秀文世界巡迴演唱會擔任嘉賓及籌備2025年8月的Big Four紅磡體育館的演唱會。

## 售票
| 日期   | 日期     | 開售時間                          | 開售類型                   |
| ------ | -------- | --------------------------------- | -------------------------- |
| 2023年 | 5月24日  | 中午12時正 （大中華地區標準時間） | 新加坡站濱海灣金沙公開發售 |
| 2023年 | 10月10日 | 中午12時正 （香港、澳門時間）     | 澳門站澳門百老匯公開發售   |
| 2024年 | 4月12日  | 上午11時正 （大中華地區標準時間） | 大馬站Ticket2u公開發售     |

## 場次
| 場次 | 日期   | 日期     | 國家     | 城市     | 場地                                                             | 開場時間                         | 備注                       |
| ---- | ------ | -------- | -------- | -------- | ---------------------------------------------------------------- | -------------------------------- | -------------------------- |
| 1    | 2023年 | 5月7日   | 美国     | 大西洋城 | 凱薩皇宮大賭場 （Caesars Atlantic City Hotel & Casino）          | 上午1時正 （太平洋夏令時間）     | 美國站首場                 |
| 2    | 2023年 | 5月13日  | 美国     | 洛杉磯   | Yaamava' Resort & Casino                                         | 晚上8時正 （太平洋夏令時間）     | 美國站首場                 |
| 3    | 2023年 | 6月30日  | 新加坡   | 濱海灣   | 濱海灣金沙宴會廳 （Marina Bay Sands Expo and Convention Centre） | 晚上8時正 （大中華地區標準時間） | 亞洲站首場，嘉賓：鄧建明   |
| 4    | 2023年 | 7月1日   | 新加坡   | 濱海灣   | 濱海灣金沙宴會廳 （Marina Bay Sands Expo and Convention Centre） | 晚上8時正 （大中華地區標準時間） | 亞洲站第二場，嘉賓：鄧建明 |
| 5    | 2023年 | 12月23日 | 澳門     | 澳門     | 百老匯舞台 （Brodaway Theatre, Broadway Macau）                  | 晚上8時正 （大中華地區標準時間） | 亞洲站第三場               |
| 6    | 2024年 | 6月22日  | 马来西亚 | 彭亨     | 雲頂世界雲星劇場 （Arena Of Stars）                              | 晚上6時正 （大中華地區標準時間） | 亞洲站尾場                 |

## 曲目
Part 1
1. Remember Me（序曲）
2. 一步一生
3. 半天假
4. 一加一减你
5. 愛你

Part 2
1. 人與人之間
2. 不枉
3. 追（自彈自唱，原唱：張國榮）
4. Medley：親密愛人+至少還有你+深愛著你+喜歡你（原唱：beyond）+追憶（原唱：林子祥）
5. 昨遲人

Part 3
1. 真心真意
2. 想說
3. 安靜（原唱：周杰倫）
4. 女人之苦
5. 男人的感慨
6. 一千次日落
7. 心血
8. 唯獨你是不可取替

Encore
1. 到底發生過什麼事（原唱：Dear Jane）
2. 世紀末煙花
3. 爛泥
4. 灰飛煙滅
5. 從你祝福中離開
6. 流淚行勝利道

Part 1
1. Remember Me（序曲）
2. 一步一生
3. 半天假
4. 一加一減你
5. 愛你

Part 2
1. 人與人之間
2. 不枉
3. Medley：親密愛人+至少還有你+深愛著你+喜歡你（原唱：beyond）+追憶（原唱：林子祥）
4. 昨遲人

Part 3
1. 真心真意
2. 想說
3. 安靜（原唱：周杰倫）
4. 女人之苦
5. 男人的感慨
6. 一千次日落
7. 心血
8. 唯獨你是不可取替

Encore
1. 到底發生過什麼事（原唱：Dear Jane）+我的天我的歌
2. 世紀末煙花
3. 爛泥
4. 灰飛煙滅
5. 上弦月（清唱環節）
6. 流淚行勝利道（清唱環節）
7. 男人最痛
8. 從你祝福中離開